# Yoshida Yuki
Yuki Yoshida (sinh ngày 3 tháng 5 năm 1989) là một cầu thủ bóng đá người Nhật Bản.

## Sự nghiệp câu lạc bộ
Yuki Yoshida đã từng chơi cho Kawasaki Frontale.